# Culex australicus
Culex australicus är en tvåvingeart som beskrevs av Nikolas Vladimir Dobrotworsky och Drummond 1953. Culex australicus ingår i släktet Culex och familjen stickmyggor. Inga underarter finns listade i Catalogue of Life.